# 玉之江駅
玉之江駅（たまのええき）は、愛媛県西条市石田にある四国旅客鉄道（JR四国）予讃線の駅である。駅番号はY35。

## 歴史
- 1963年（昭和38年）2月1日：国鉄の駅として開設[3][4]。旅客のみ取扱う無人駅[5]。
- 1987年（昭和62年）4月1日：国鉄分割民営化により、四国旅客鉄道の駅となる[3]。

## 駅構造
単式ホーム1面1線を有する地上駅。無人駅。

## 駅周辺
- 吉井郵便局
- 西条市立吉井小学校
- 中山川
- 国道196号

## 隣の駅
四国旅客鉄道（JR四国）
■予讃線
伊予小松駅 (Y34) - 玉之江駅 (Y35) - 壬生川駅 (Y36)